# Mammouth de Durfort

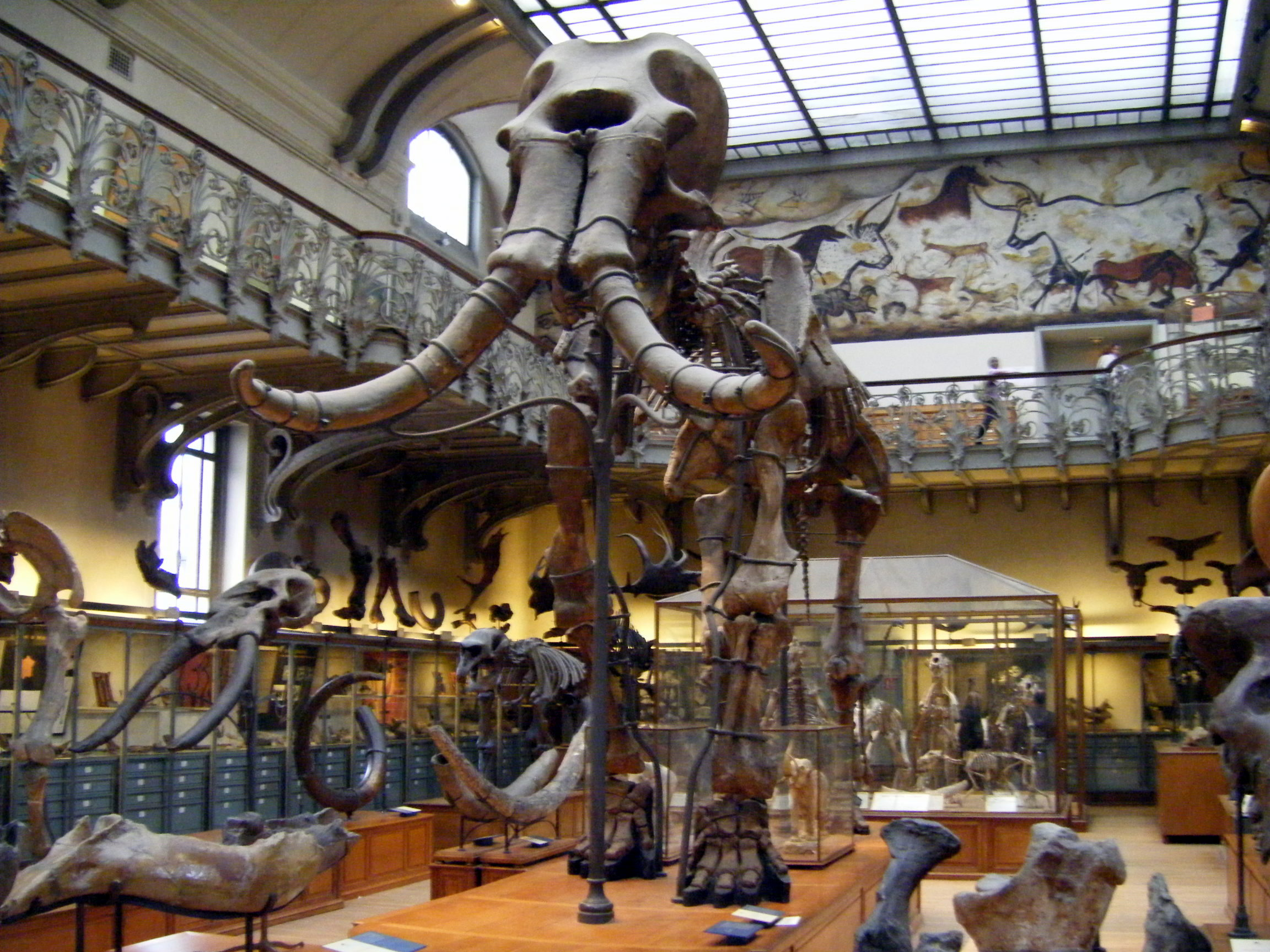
Das Mammouth de Durfort im Muséum national d'histoire naturelle

Als Mammouth de Durfort wird ein Skelet eines gut erhaltenen Mammuthus meridionalis genannt. Das Skelett wurde in Durfort-et-Saint-Martin-de-Sossenac 1869 von Paul Cazalis ausgegraben. Das Skelett ist nicht von einem Individuum, sondern der Schädel stammt von einem zweiten Individuum. Das Alter des Skeletts wird zwischen 700.000 und einer Million Jahren geschätzt. Das Skelett wurde 1872 vom Muséum national d’histoire naturelle in Paris erworben und seit 1898 in den Räumen des Museums ausgestellt. Im Jahr 2022 und 2023 wurde das Mammut aufwändig restauriert begleitet von wissenschaftlichen Untersuchungen. Die Kosten der Restauration betrugen 185.000 Euro, welche durch Spenden zusammenkamen.

## Film
- Dans les pas du mammouth géant von Saléha Gherdane[3][4]